# Sci alpino al VI Festival olimpico invernale della gioventù europea
Le gare di sci alpino al VI Festival olimpico invernale della gioventù europea si sono svolte dal 25 al 31 gennaio 2003 a Bled, in Slovenia.
Sono state disputate quattro gare maschili e quattro gare femminili, per un totale di 8 gare.

## Podi

### Ragazzi
| Evento           | Oro                 | Argento             | Bronzo           |
| Slalom           | Lars-Mikkel Bjoerge | Krystof Kryzl       | Mons Bjoerge     |
| Slalom gigante   | Mons Bjoerge        | Lars-Mikkel Bjoerge | Peter Brenna     |
| Slalom parallelo | Michael Sablatnik   | Sandro Viletta      | Krystof Kryzl    |
| Super G          | Werner Heel         | Lars-Mikkel Bjoerge | Gianluca Olivero |

### Ragazze
| Evento           | Oro                    | Argento         | Bronzo                 |
| Slalom           | Lene Loeseth           | Martina Geisler | Grete Eliassen         |
| Slalom gigante   | Ana Jelusic            | Lene Loeseth    | Maria Pietilae-Holmner |
| Slalom parallelo | Maria Pietilae-Holmner | Larissa Hoffer  | Emilie Edvinger        |
| Super G          | Corinne Anselmet       | Kathrin Zettel  | Simone Streng          |